# 李家岭（乙）墓地
李家岭(乙)墓地，位于中国青海省民和县大庄乡李家岭村，为青海省市县级文物保护单位，公布日期为1987年4月16日，类型为古遗址。
李家岭(乙)墓地的历史年代为半山类型、马厂类型。